# El gen argentino
El gen argentino fue un programa de televisión argentino en el que se buscaba elegir con qué argentino/a, vivo o fallecido, querían identificarse los argentinos.
Basado en un formato inglés de la BBC, fue conducido por Mario Pergolini y emitido por Telefé. La productora del programa fue Cuatro Cabezas.
El programa comenzó a emitirse el lunes 27 de agosto de 2007, y terminó el lunes 15 de octubre del mismo año. Fue famosa la frase que dijo Pergolini cuando acabó el octavo y último programa: ¿Hacía falta un programa de televisión para saber que San Martín es el argentino más grande?

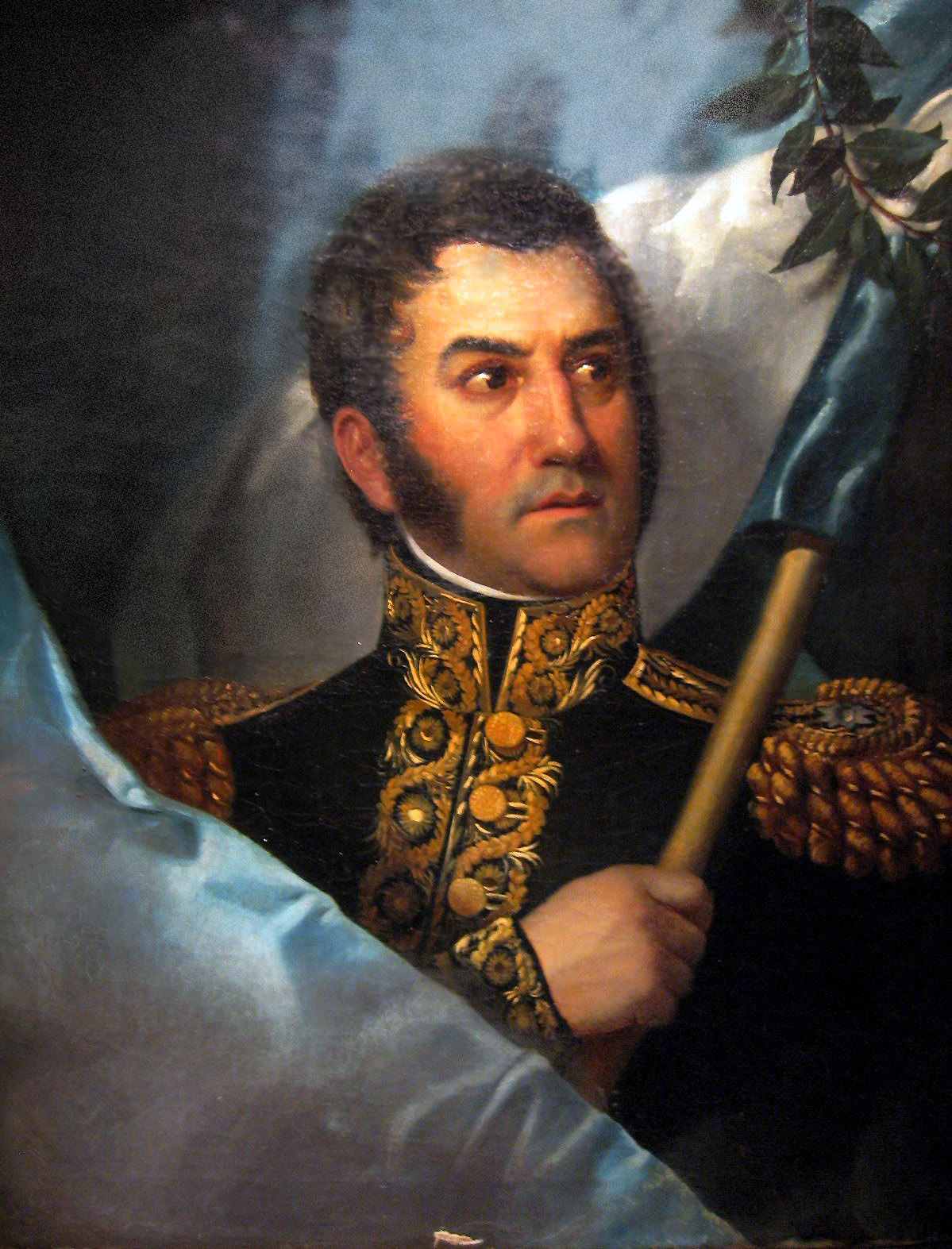
El argentino más representativo, o mejor dicho más querido y admirado, resultó ser José de San Martín. Revolucionario y héroe nacional de la Argentina, Chile y Perú.

## Preliminares del programa
Para llegar a la elección de las figuras más representativas, entre las que -durante el programa- terminaría por elegirse solo a una, el programa fue anunciado con suficiente antelación en distintos medios de difusión, y a través de Internet fueron propuestas, por la sociedad, las 20 personas más representativas en cinco categorías:
- Historia y política del siglo XIX
- Historia y política del siglo XX
- Periodismo y artes populares
- Artes, ciencias y humanidades
- Deportes

Se eligió de este modo a 100 argentinos en total, en 5 listas de 20 por categoría, que quedaron ubicados según el número de votos recibidos, salvo los dos primeros que quedaron ubicados por orden alfabético.

## Desarrollo del programa
El programa completo constó de 8 emisiones, una por semana, a lo largo del programa se expuso, a través de los panelistas conductores y panelistas invitados, aspectos positivos y negativos de los 10 finalistas (2 por categoría). Cada uno tuvo un defensor, que actuaría como abogado, y destacaría los aspectos positivos y un opositor, que haría de fiscal, destacando aspectos negativos. Luego se invitó a los televidentes a elegir por votación un ganador por categoría, quedaban pues cinco finalistas para el séptimo programa. La votación podía hacerse a través del sitio de internet o por mensaje de texto.
Para el caso de José de San Martín, ganador de este programa, el abogado fue el Dr. Rodolfo Terragno y el fiscal fue el Dr. José Ignacio García Hamilton.

## Conducción y panelistas
El programa fue conducido por Mario Pergolini (conductor de TV), y un panel compuesto por Felipe Pigna (historiador), Gonzalo Bonadeo (periodista deportivo), Jorge Halperín (periodista) y María Seoane (periodista y escritora).

## Séptimo programa
La séptima edición del programa, del 8 de octubre de 2007, estuvo dedicada completamente a los aspectos negativos de cada finalista. Luego se invitó al público a votar a quién deseaban que salga del programa, o sea voto negativo, esto fue diferente a todas las votaciones anteriores que siempre fueron en positivo. Al final del programa, los dos más votados fueron eliminados y en la siguiente emisión se eligió al más votado de los tres finalistas que quedaron.
Fueron eliminados de la final:
- Alberto Olmedo - Ganador en Periodismo y Artes Populares. Cuarto Puesto

- Ernesto Che Guevara: ganador en «Historia y política del siglo XX», quinto puesto.

## Octavo y último programa
- José de San Martín - Ganador en Historia y Política del siglo XIX.
- René Favaloro - Ganador en Artes, ciencia y humanidades.
- Juan Manuel Fangio - Ganador en Deportes.

Entre estos tres finalistas primero fue descartado el que recibió menos votos: Juan Manuel Fangio con el 10,8% de los votos. Luego se pudo seguir votando entre René Favaloro y José de San Martín. El ganador fue San Martín con el 55,2% de los votos contra un 44,8% de René Favaloro.

## Lista de «El gen argentino»
En el primer programa se reveló El Top 10, constituido por dos finalistas para cada una de las 5 categorías.
Casi 350.000 personas votaron a través de internet, a 100 argentinos, entre los propuestos por el mismo programa y a los que podían añadirse nuevas propuestas.
Los 100 argentinos correspondían a 5 categorías, 20 por cada una. En cada categoría había dos finalistas que eran aquellos que más votos tuvieron. Entre estos dos los televidentes eligieron por votación el ganador de cada categoría, pero esto fue después de varios programas donde se analizó a cada finalista.
Los tres últimos finalistas eran:
- José de San Martín - Ganador en Historia y Política del siglo XIX.
- Juan Manuel Fangio - Ganador en Deportes.
- René Favaloro - Ganador en Artes, ciencia y humanidades.

## Los diez finalistas
| José de San Martín (25/02/1778 - 17/08/1850)            | Revolucionario y héroe nacional de la Argentina y Perú                                    |
| René Favaloro (12/7/1923 - 29/7/2000)                   | Médico cardiocirujano, creador de la técnica de bypass.                                   |
| Juan Manuel Fangio (24/6/1911 - 17/7/1995)              | Automovilista, 5 veces campeón mundial.                                                   |
| Alberto Olmedo (24/8/1933 - 5/3/1988)                   | Actor cómico                                                                              |
| Ernesto Che Guevara (14/06/1928 - 9/10/1967)            | Revolucionario, ícono popular argentino, héroe nacional cubano y de la izquierda mundial. |
| (En orden de los que «perdieron» por menor porcentaje). |                                                                                           |
| Roberto Fontanarrosa (26/11/1944 - 19/7/2007)           | Historietista, humorista y escritor                                                       |
| Manuel Belgrano (3/6/1770 - 20/6/1820)                  | Revolucionario y creador de la Bandera de la Argentina                                    |
| Eva Perón (7/5/1919 - 26/7/1952)                        | Política y heroína popular.                                                               |
| Diego Armando Maradona (30/10/1960 - 25/11/2020)        | Futbolista, considerado uno de los mejores jugadores de fútbol del siglo XX.              |
| Jorge Luis Borges (24/8/1899 - 14/6/1986)               | Escritor, considerado uno de los más grandes escritores de habla hispana.                 |

### Finalistas de Historia y Política delsigloXIX

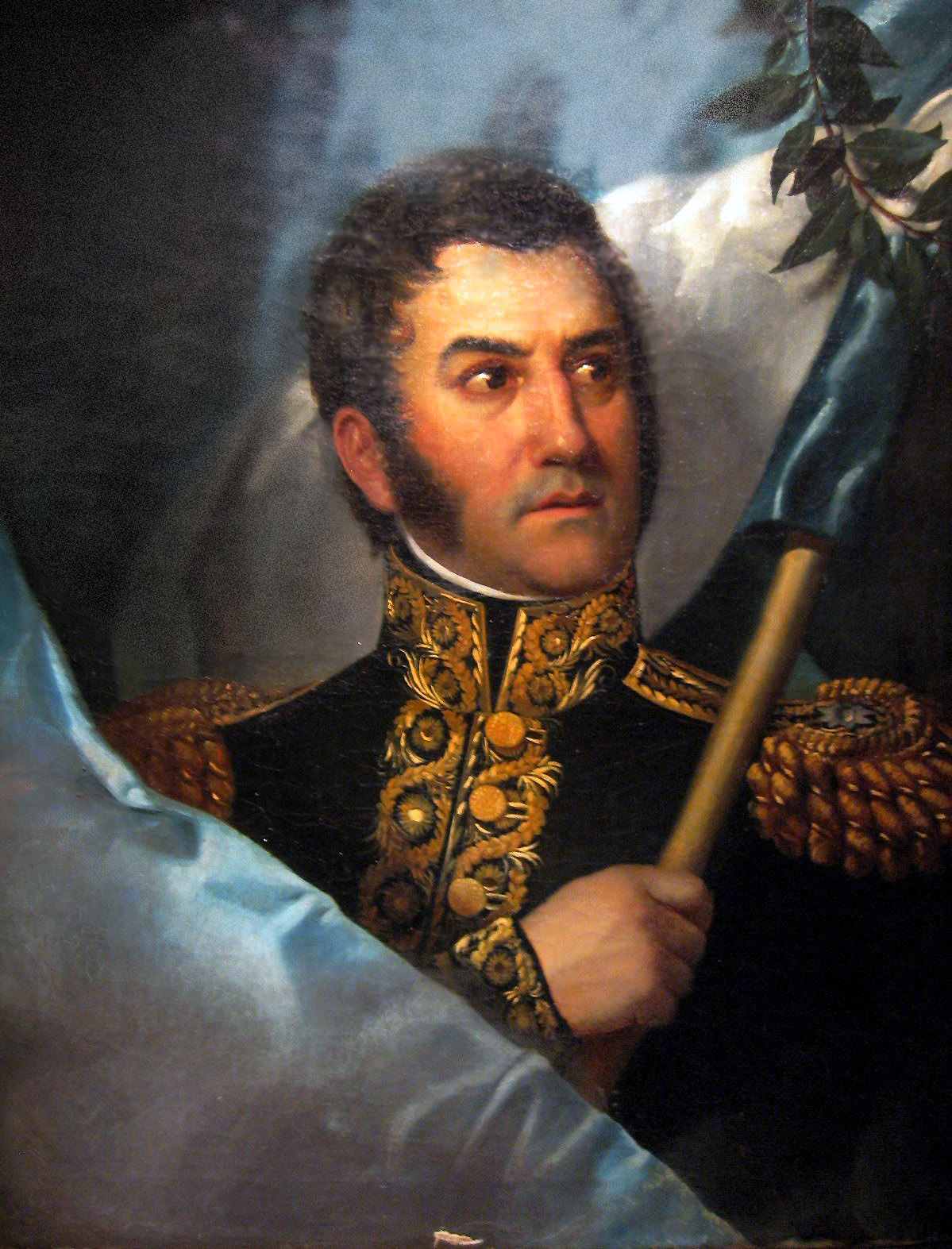
José de San Martín Prócer argentino(25/02/1778 - 17/08/1850)Revolucionario y héroe nacional de la Argentina y Perú Primer puesto en su categoría con un 58,8%
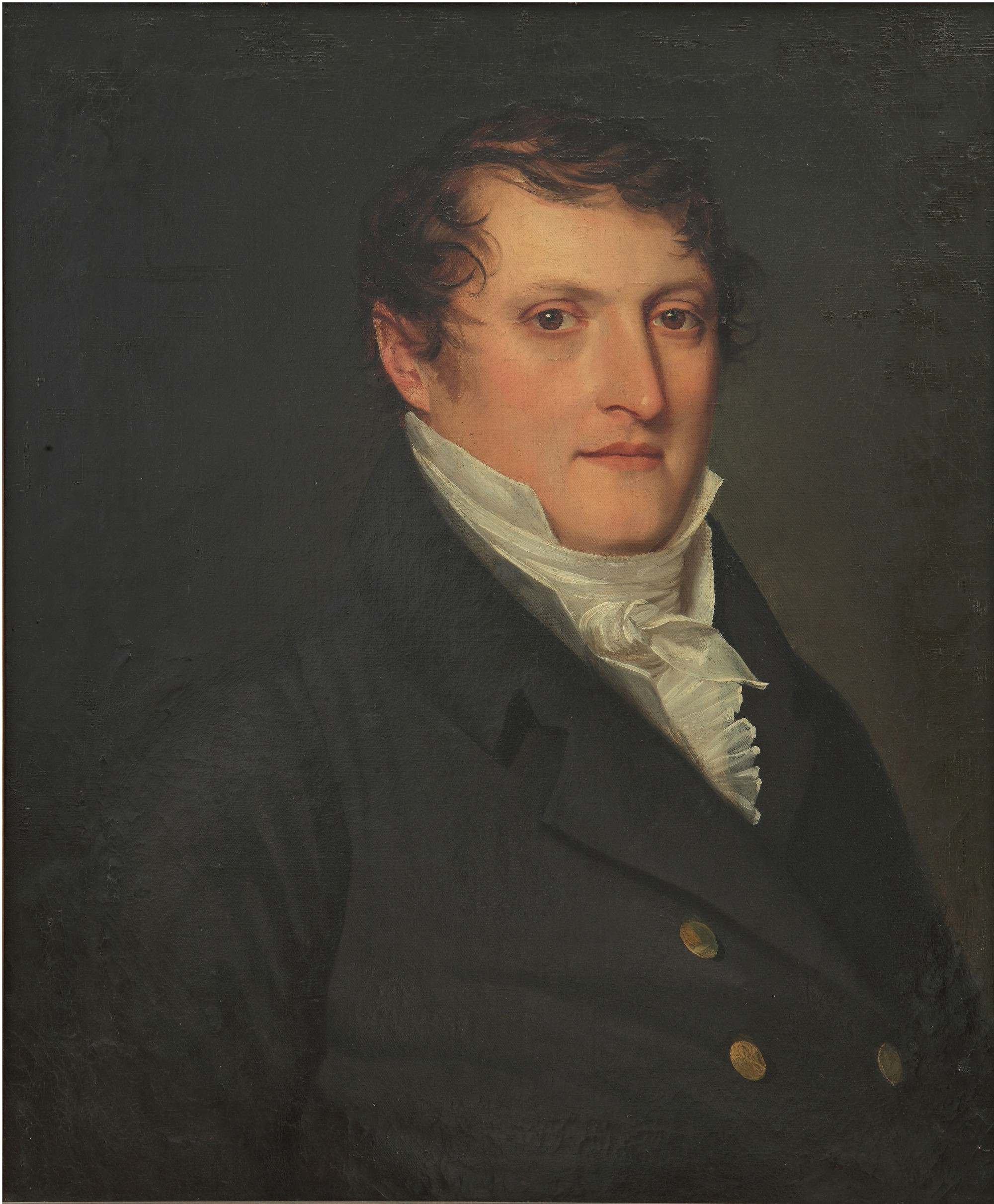
Manuel Belgrano Prócer argentino (3/6/1770 - 20/6/1820)Revolucionario y creador de la Bandera de la Argentina. Segundo Puesto con el 41,2% de los votos

### Finalistas de «Historia y política del siglo XX»

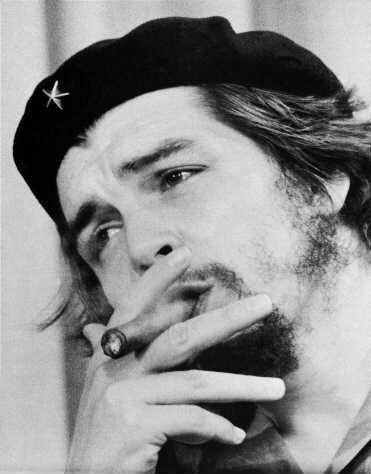
El Che Guevara en Cuba (14/06/1928 - 9/10/1967) Revolucionario y héroe nacional cubano y de la izquierda mundial. Primero en su categoría, con un 59,2 % de votos.
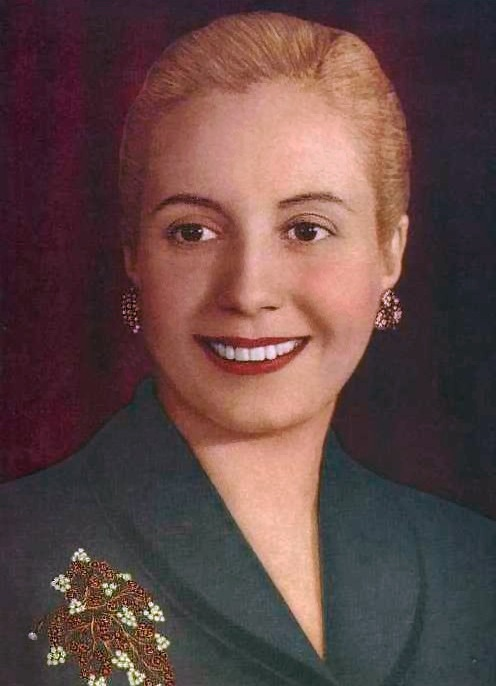
María Eva Duarte de Perón(07/05/1919 - 26/07/1952)Actriz y política. Adoptó una posición activa en las luchas por los derechos sociales y laborales y se constituyó en vínculo directo entre Perón y los sindicatos. Segunda en su categoría, con un 40,8 % de votos.

### Finalistas de «Periodismo y artes populares»

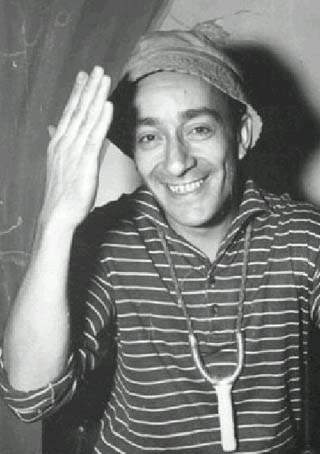
Alberto Olmedo (24/8/1933 - 5/3/1988) Actor cómico, primero en su categoría con un total de 56,3% de votos.

Roberto Fontanarrosa

### Finalistas de «Artes, ciencias y humanidades»

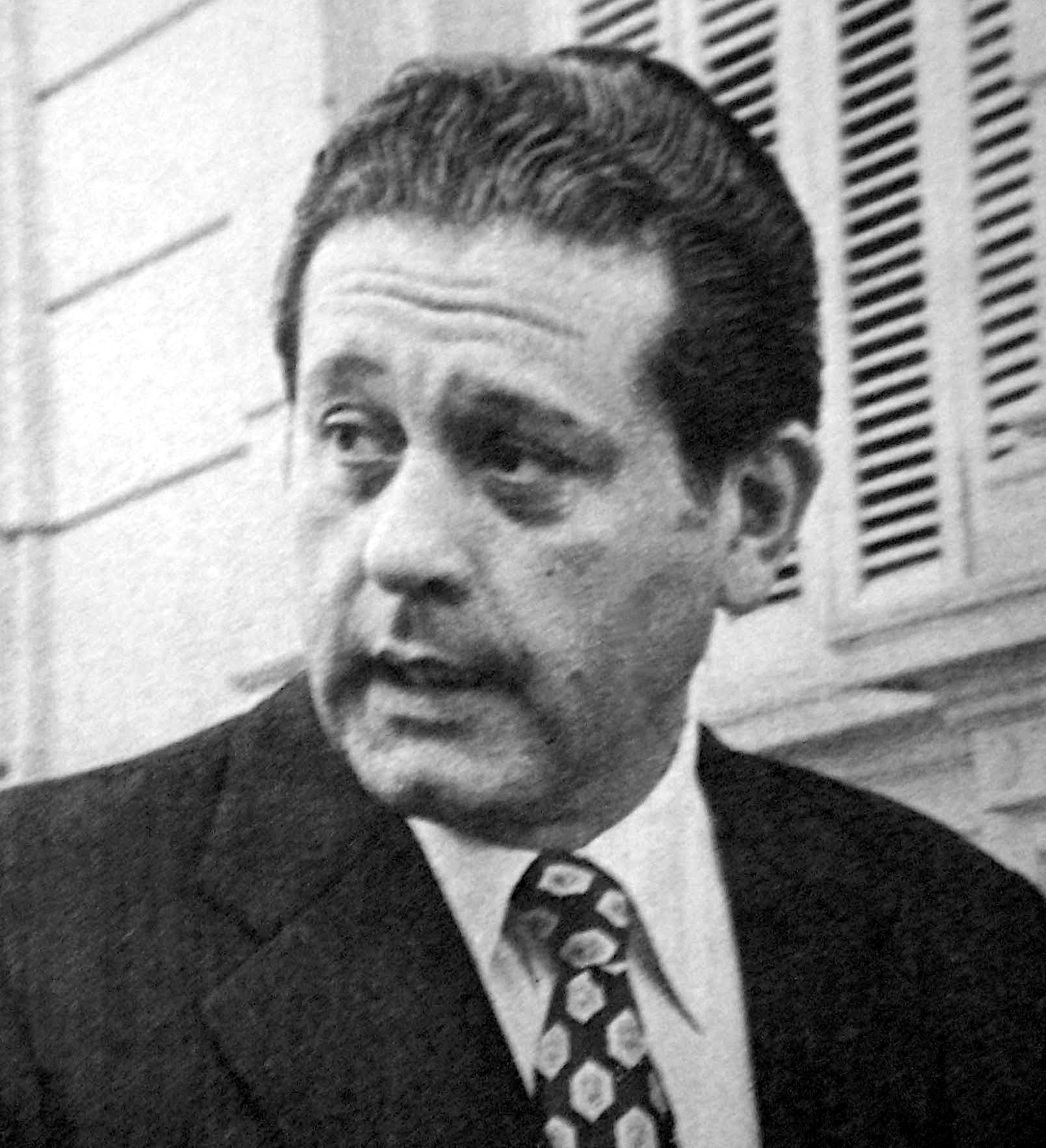
René Favaloro (12/7/1923 - 29/7/2000) Médico cardiólogo, creador de la técnica de bypass. Primero en su categoría con el 81,7% de los votos
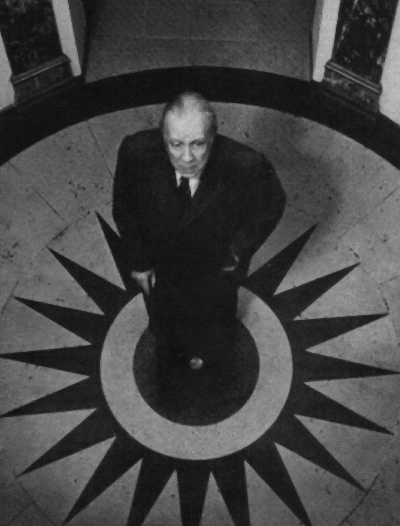
Jorge Luis Borges (24/8/1899 - 14/6/1986) Escritor, considerado uno de los más grandes escritores de habla hispana. Segundo puesto con el 18,3% de los votos

### Finalistas de Deportes

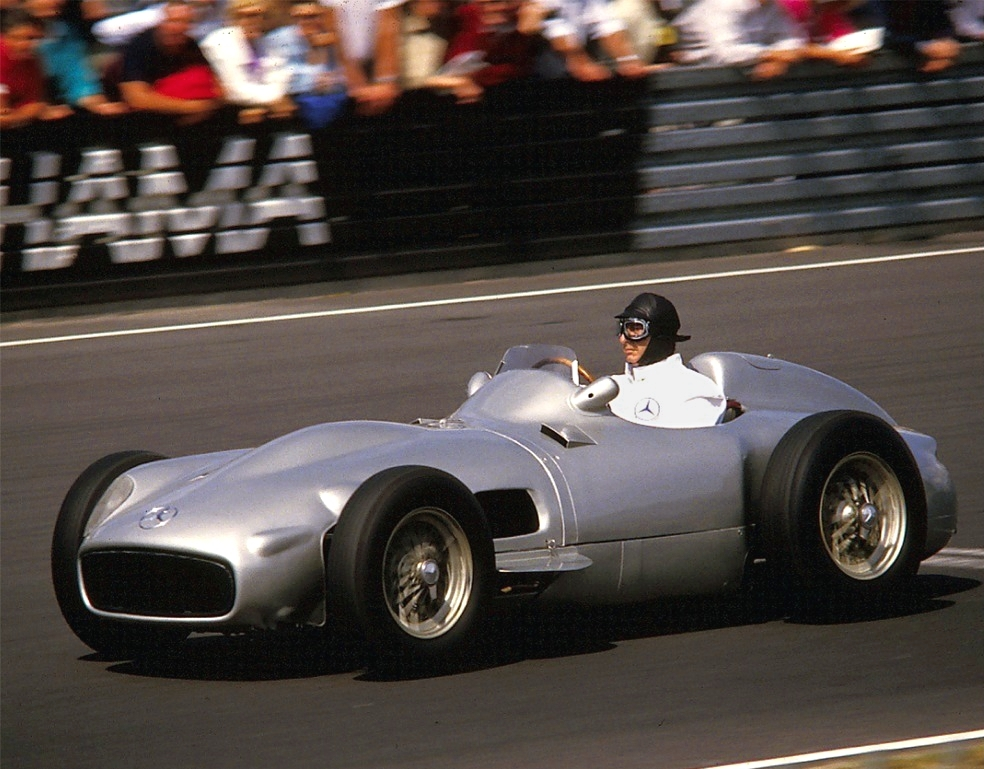
Juan Manuel Fangio (24/6/1911 - 17/7/1995)Automovilista, 5 veces campeón mundial. Primero de su categoría con el 60,3% de los votos
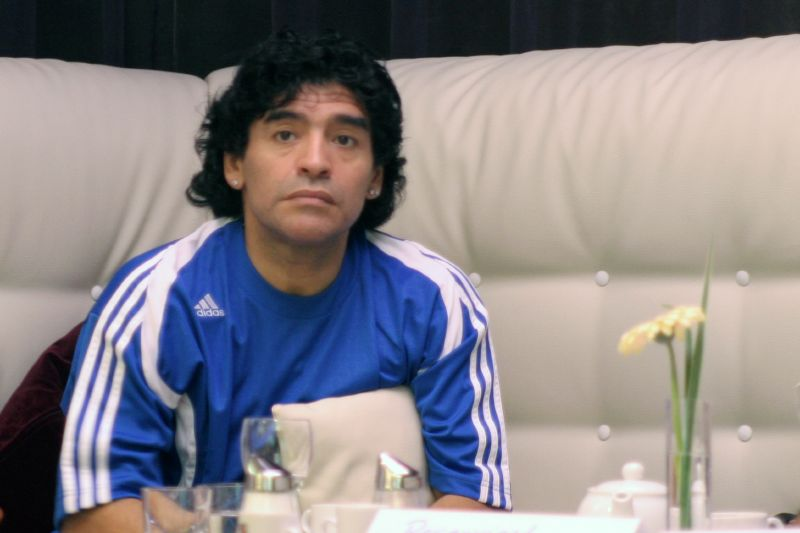
Diego Armando Maradona (30/10/1960 - 25/11/2020) Futbolista, considerado el mejor jugador de fútbol del siglo XX. Segundo puesto con el 39,7% de los votos

## Los 100 principales, menos los 10 finalistas
| Puesto número | Historia y política del siglo XIX | Historia y política del siglo XX | Periodismo y artes populares | Artes, ciencias y humanidades | Deportes           |
| ------------- | --------------------------------- | -------------------------------- | ---------------------------- | ----------------------------- | ------------------ |
| 3             | Mariano Moreno                    | Juan Domingo Perón               | Carlos Gardel                | Ernesto Sabato                | Manu Ginóbili      |
| 4             | Domingo F. Sarmiento              | Arturo Illia                     | Tato Bores                   | Julio Cortázar                | Guillermo Vilas    |
| 5             | Juan Manuel de Rosas              | Hipólito Yrigoyen                | León Gieco                   | Julio Bocca                   | Gabriel Batistuta  |
| 6             | Juana Azurduy                     | Carlos Menem                     | Charly García                | José Hernández                | Luciana Aymar      |
| 7             | Leandro N. Alem                   | Rodolfo Walsh                    | Quino                        | Luis Leloir                   | Carlos Bilardo     |
| 8             | Martín Güemes                     | Raúl Alfonsín                    | Astor Piazzolla              | Alfonsina Storni              | Carlos Monzón      |
| 9             | Justo José de Urquiza             | Estela de Carlotto               | Atahualpa Yupanqui           | Benito Quinquela Martín       | Gabriela Sabatini  |
| 10            | Calfucurá                         | Néstor Kirchner                  | María Elena Walsh            | Bernardo Houssay              | Mario Kempes       |
| 11            | Juan B. Alberdi                   | Alfredo Palacios                 | Sandro                       | Salvador Mazza                | Ringo Bonavena     |
| 12            | Facundo Quiroga                   | Alicia Moreau de Justo           | Luis Sandrini                | Roberto Arlt                  | Jorge Newbery      |
| 13            | Francisco P. Moreno               | Lisandro de la Torre             | Discépolo                    | Lola Mora                     | Nicolino Locche    |
| 14            | Julio A. Roca                     | Adolfo Pérez Esquivel            | Gustavo Santaolalla          | César Milstein                | Roberto De Vicenzo |
| 15            | Mariquita Sánchez de Thompson     | Arturo Frondizi                  | Tita Merello                 | Florentino Ameghino           | Hugo Porta         |
| 16            | Bartolomé Mitre                   | P. Carlos Mugica                 | Niní Marshall                | Antonio Berni                 | Alfredo Di Stéfano |
| 17            | Chacho Peñaloza                   | Ricardo Balbín                   | Mercedes Sosa                | Adolfo Bioy Casares           | Daniel Passarella  |
| 18            | Bernardino Rivadavia              | Roque Sáenz Peña                 | Norma Aleandro               | Xul Solar                     | José María Gatica  |
| 19            | Juan José Castelli                | Enrique Angelelli                | Mariano Mores                | Ramón Carrillo                | Carlos Reutemann   |
| 20            | Manuel Dorrego                    | Hebe de Bonafini                 | Alfredo Alcón                | Esteban Echeverría            | César Luis Menotti |

## Otras ediciones
Además del original de la BBC se realizaron los siguientes spin-offs:
- En Alemania, ZDF produjo Unsere besten (‘lo mejor de nosotros’).
- En Canadá, la CBC hizo The greatest canadian (‘el canadiense más grande’) en el año 2004.
- En EE. UU., el Discovery Channel (junto con AOL) hizo The greatest american Archivado el 19 de julio de 2005 en Wayback Machine. (‘el estadounidense más grande’) en mayo de 2005.
- La South African Broadcasting Corporation realizó SABC3’s great south africans.
- En Finlandia, YLE hizo Suuret suomalaiset (‘grandes finlandeses’)..
- En Francia, Le plus grand français (‘el francés más grande’) se hizo en France 2.
- En Bélgica: De grootste belg y Le plus grand belge.
- En Gales, 100 welsh heroes fue el resultado de una selección realizada en abril de 2003.
- la versión búlgara, Velikite balgari (‘los grandes búlgaros’) finalizó en febrero de 2007.
- En Rumania, el programa llamado Mari români (‘grandes rumanos’) comenzó en mayo de 2006; el 8 de julio, Televiziunea Română (TVR) presentó los 100 más grandes rumanos, y el 21 de octubre presentó al rumano más grande de todos los tiempos.
- En Portugal, RTP eligió como O mais grande português (el más grande portugués) al dictador católico António de Oliveira Salazar (1889-1970).
- En España, Antena 3 hizo un solo programa basado en una encuesta de 3000 personas, y eligió como El Español de la Historia al exjefe de estado, el rey Juan Carlos I, el 22 de mayo de 2007. Muchas personas no consideran que este programa sea comparable al resto de los realizados en el mundo acerca de este tema.[5] En 2024 La 1 de Televisión Española estrena una nueva versión más cercana a la original El mejor de la historia [6]
- En Chile, Televisión Nacional realizó Grandes chilenos en 2008. El ganador fue el presidente Salvador Allende.
- En Rusia, TV Rossiya realizó Imya Rossiya ('El nombre Rusia') el año 2008. El ganador fue Alejandro Nevski, el príncipe y el santo de la Iglesia ortodoxa rusa.
- En Uruguay, Canal 10 realizó El Gran Uruguayo en el año 2018. El ganador fue José Gervasio Artigas, quien disputó la final con José Batlle y Ordóñez.

## Premios

### Nominaciones
- Martín Fierro 2007
  - Mejor programa cultural